# Karl Raabe

Karl Raabe als Student in Couleur des Corps Saxonia-Berlin

Karl Franz Raabe (* 9. November 1879 in Saarbrücken; † 30. Januar 1953 in Starnberg) war Diplom-Maschinenbau-Ingenieur, bedeutender Manager der deutschen Stahlindustrie, der Rüstungsindustrie des nationalsozialistischen Deutschlands und Vorstandsvorsitzender der Maxhütte, die sich im Eigentum des Flick-Konzerns befand.

## Biografie
Der Vater von Karl Raabe war Max Raabe. Karl hatte einen Bruder Paul (1883–1967), der Vorstandsmitglied der Hermann-Göring-Werke war.
Nach der Reifeprüfung schrieb sich Karl Raabe im Wintersemester 1898/99 an der TH Berlin-Charlottenburg im Fach Maschinenbau ein und schloss im Sommersemester 1903 sein Examen als Diplomingenieur ab. Während des Studiums trat er dem Corps Saxonia-Berlin bei. Er war verheiratet und seine Tochter Barbara heiratete Otto-Ernst Flick, einen Sohn von Friedrich Flick.
Nach dem Diplomexamen arbeitete er in verschiedenen Metallwerken, zunächst als Walzwerksassistent auf der Burbacher Hütte und anschließend als Walzwerksingenieur in der August-Thyssen-Hütte in Hamborn. Er wurde Oberingenieur und Walzwerkchef der Rombacher Hütte und arbeitete als Walzwerksoberingenieur der Hütte Differdingen in Lothringen, die zur Deutsch-Luxemburgischen Bergwerks- und Hütten AG gehörte. 1917 bekleidete er den Direktorposten des Lothringer Hüttenvereins in Kneuttingen. Nach der Ausweisung aus Frankreich im Jahre 1919 wurde ihm die Leitung des Verbandes der Eisen- und Drahtindustrie in Düsseldorf übertragen und 1924 wurden ihm als technischem Direktor und Mitglied des Vorstandes des Klöckner-Konzerns die Hüttenwerke in Haspe und Georgsmarienhütte unterstellt. Im Jahre 1922 wurde er zum Vorsitzenden des Walzwerkausschusses des Vereins Deutscher Eisenhüttenleute, dem heutigen Stahlinstitut VDEh, und 1924 in den Vorstand des Vereins Deutscher Eisenhüttenleute gewählt; 1928 wurde er Delegierter des Vorstandes des Arbeitgeberverbandes Düsseldorf. 1934 trat er in die Leitung der Demag ein und wurde Mitglied im Vorstand der Ilseder Hütte. 1937 bekleidete er den Posten des Vorstandsvorsitzenden der Maxhütte und wurde Vorstandsmitglied bei den Mitteldeutschen Stahlwerken. 1945 trat er in den Ruhestand ein. Karl Raabe war in zahlreichen Aufsichtsräten des Flick-Konzernes vertreten: Demag, Duisburg; Boswau & Knauer, Berlin; Brennabor AG, Brandenburg; Kontinentale Gesellschaft für Handel und Industrie, Krakau und Schiess-Defries AG, Duisburg.
In Sulzbach-Rosenberg, dem Hauptsitz der Maxhütte AG, gibt es im Flick-Park eine sogenannte Villa-Max, volkstümlich Raabe-Villa, deren Namen auf den Generaldirektor Karl Raabe zurückgeht.

## Flickkonzern

### Maxhütte

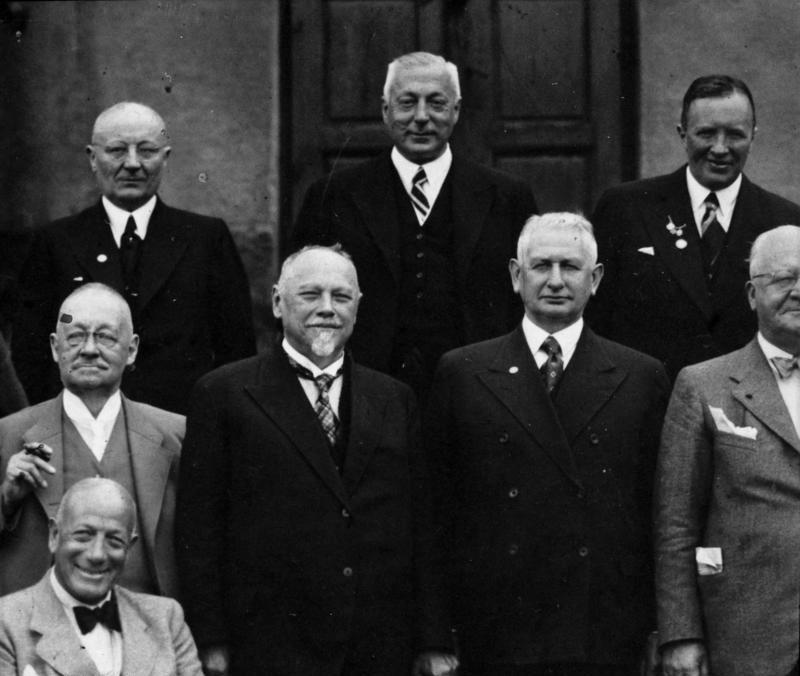
Karl Raabe mit Mitgliedern des Vorstandes und des Aufsichtsrates der Maxhütte (1937). Obere Reihe von links: Hans Krugmann, Karl Raabe, Hermann Terberger; untere Reihe von links: Konsul Heinrich von Stein, Eugen Böhringer, Friedrich Flick, Carl Schneider (abgeschnitten); sitzend: Robert Röchling.

Dipl.-Ing. Karl Raabe wurde 1937 Generaldirektor der Maxhütte und übernahm im Rahmen dessen den Vorsitz im Vorstand sowie die gesamte technische Leitung dieser Gesellschaft.
Eine besondere Rolle spielte Karl Raabe bei der Verfolgung der wirtschaftlichen Expansionspläne Friedrich Flicks in der Eisen- und Stahlproduktion, als Deutschland im Frankreichfeldzug 1940 gesiegt hatte. Raabe sollte im Auftrag von Flick vor Ort den technischen Stand der dortigen Hüttenwerke erkunden, um eines zu erwerben. Er war hierfür besonders geeignet, da er bis 1919 in Lothringen gearbeitet hatte.
Da sein Bruder Paul Raabe seit 1940 im Vorstand der Reichswerke „Hermann Göring“ saß und zugleich ab Juli 1940 Generalbeauftragter für die Verteilung von Luxemburg und Elsaß-Lothringen bei den Militärbefehlshabern in Brüssel und Paris war, liegt es nahe, dass Karl Raabe auch diese Kontakte zu nutzen wusste. Die Reichswerke waren ebenso am Erwerb französischer Hütten- und Walzwerke interessiert.
1940 schrieb Raabe an Flick, dass er sich für das Hüttenwerk in Rombas (Rombach) entscheiden solle, da dieses Werk den besten Eindruck hinterlassen habe. Am 28. März 1941 wurde die Treuhänderschaft über diese Hütte an Friedrich Flick übertragen und er setzte Karl Raabe als Geschäftsführer ein, der dafür sorgte, dass weitere Posten des Unternehmens durch Angestellte der Maxhütte besetzt wurden. Den Vorsitz des Aufsichtsrats übernahm Flick selbst. Da die Rombacher Hütte aufgrund gesetzlicher Regelungen zunächst lediglich gepachtet werden konnte, beschwerten sich Raabe und Flick. Otto-Ernst Flick der, 25-jährig, inzwischen zum Geschäftsleiter des französischen Betriebs geworden war, weigerte sich, den Vertrag zu unterschreiben. Im September 1943 wurde ein Konsortium zum Kauf der Rombacher Hüttenwerke von der Flick KG, Maxhütte und Harpener Bergbau AG gebildet, die allesamt im Besitz von Friedrich Flick waren, um bei den anstehenden Kaufverhandlungen ein Angebot abgeben zu können. Da es unsicher war, ob nicht andere Bieter bei den Kaufverhandlungen den Zuschlag erhalten würden, wurde nach diesem Protest staatlicherseits zugesichert, dass, falls es zu keiner Eigentumsübertragung kommen würde, der Betrieb der Rombacher Hütte durch Flick steuerlich ab 1941 so behandelt werden kann, als wäre das Werk im Eigentum des Flick-Konzerns gewesen.
Die Leistungsfähigkeit der Rombacher Hütte war geringer als erwartet. Dennoch gelang es Karl Raabe im Jahre 1942 den produktiven Ausstoß zu steigern. Dies ließ sich nur unter verstärktem Einsatz von Zwangsarbeitern realisieren. Raabe hatte Erfahrungen beim Einsatz bei der Planung des Zwangsarbeitereinsatzes. Der Vorstand der Maxhütte mit Karl Raabe als Vorstandsvorsitzenden und Hermann Terberger als seinem Stellvertreter sowie mit Hans Krugmann und Fritz Wesemann hatten seit 1939 Erfahrungen mit Zwangsarbeit gesammelt. Der Arbeitseinsatz in der Maxhütte in Sulzbach-Rosenberg wurde zwar durch Laermann und Werner von Hoven organisiert, aber der Vorstand hielt zu hochrangigen Entscheidungsträgern, die für die Zuteilung zuständig waren, insbesondere durch Terberger und Wesemann, Kontakt. Es kann davon ausgegangen werden, dass Raabe sich dieser Kontakte zur Rekrutierung dieses Arbeitspersonals bediente. Nach dem Krieg behauptete Karl Raabe als Zeuge im Flick-Prozess an Eides statt, dass der Betrieb der Rombacher Hütte „das wirtschaftliche Gegenteil von Ausbeutung“ gewesen sei.
Das Rombacher Werk erhielt am 31. Mai 1944, fünf Tage nachdem die Alliierten Paris befreit hatten, den Evakuierungsbefehl. Das Werk wurde zwar nicht zerstört, verblieb aber in einem „fürchterlichen Zustand“.
Karl Raabe trat im Januar 1945 wegen schwerer Krankheit zurück; sein Nachfolger als Vorstandsvorsitzender der Maxhütte wurde Otto-Ernst Flick. Nach dem Ende des Krieges erhielt Karl Raabe ein Beschäftigungsverbot.

### Röchlingwerke und Petschek-Gruppe
Karl Raabe und Wesemann waren neben ihrer Tätigkeit bei der Maxhütte Mitglieder im Beirat des Röchling-Konzerns, in dem Friedrich Flick sowohl im Präsidium als auch im Verwaltungsrat ab Juli 1942 saß.
Während der Arisierung des Besitzes der Aussiger Petscheks, was eine der größten antijüdischen Enteignungsmaßnahmen im nationalsozialistischen Deutschland war, kam es zu heftigen Auseinandersetzungen zwischen den Hermann Göring-Werken und der Maxhütte, in denen Karl Raabe den Direktor der Göring-Werke, Franz Beckenbauer, als „besonders rücksichtslos“ bezeichnete. Es ging Friedrich Flick in dieser Auseinandersetzung darum, Zugriff auf die Braunkohle-Vorkommen der Petschek-Gruppe zu erhalten.

## Nachruf
Anlässlich seines Todes wurde Karl Raabe in einem Nachruf der Wochenzeitschrift Die Zeit vom 5. Februar 1953 als „Persönlichkeit, gepaart mit seltener Herzensgüte und hohen menschlichen Eigenschaften“ bezeichnet. Dies mag angesichts der etwa 10000 in den 1940er Jahren jährlich beschäftigen Zwangsarbeiter des Flickkonzerns mehr als bezweifelt werden.